# Gravehawk
Gravehawk — зенітний ракетний комплекс, розроблений командою Taskforce Kindred  при Міністерстві оборони Великої Британії, яка відповідає за постачання британського озброєння та техніки Україні, для боротьби з безпілотниками, крилатими ракетами та літаками. Комплекс створено в 2024 році спеціально для потреб Збройних сил України.

## Історія
За заявою МО Великої Британії, зенітно-ракетний комплекс розробила спеціально для України невелика команда Taskforce Kindred всього за 18 місяців. Вартість проєкту 6 мільйонів фунтів стерлінгів, які профінансували спільно Велика Британія та Данія. Вартість одного комплексу Gravehawk становить близько 1 мільйона фунтів стерлінгів.
Перші два прототипи пройшли випробування в Україні у вересні 2024 року, а протягом 2025 мають надійти ще 15 комплексів.

## Опис
Система має розмір морського контейнера та використовує радянські ракети класу «повітря-повітря» Р-73. Раніше дані ракети були адаптовані для комплексу «Оса» та морського дрона «Маґура».
Ракета Р-73, залежно від варіанту, може захоплювати цілі в передню напівсферу на відстані від 20 (РМД-1) до 40 (РМД-2) кілометрів, у задню – до 300 метрів.
Завдяки розміщенню у стандартному ISO-контейнері, пускову установку легко транспортувати будь-яким видом транспорту: вантажівками, потягами або кораблями. Контейнерний формат також забезпечує приховане транспортування та швидке розгортання комплексу. Екіпаж комплексу складається з п'яти осіб.
Функціонування комплексу базується на ідентифікації теплового сліду літального апарату. Для цього на даху контейнера встановлено оптичну систему, яка використовує пасивне інфрачервоне випромінювання. Використання такого способу виявлення цілі означає, що комплекс не випромінює радіолокаційного сигналу, що робить його менш вразливим для виявлення противником.